# فرودگاه عدنان مندرس
فرودگاه بین‌المللی عدنان مِندرس (به ترکی استانبولی: Adnan Menderes Havalimanı) در سال ۱۹۸۷ به بهره‌برداری رسید. این فرودگاه نام خود را از عدنان مِندرس از نخست وزیران سابق ترکیه گرفته‌است.
فرودگاه در ۱۸ کیلومتری جنوب مرکز شهر ازمیر قرار گرفته‌است.
فرودگاه عدنان مندرس در فضایی به وسعت ۷٫۵۱۸٫۸۷۵ متر مربع احداث گردیده و دارای دو پیست ۳٫۲۴۰ متری می‌باشد.
ساخت این فرودگاه در ۲۹ ماه می‌سال ۱۹۸۴ آغاز گردید و در ماه اکتبر سال ۱۹۸۷ به بهره‌برداری رسید.
ترمینال جدید پروازهای خارجی این فرودگاه نیز در سال ۲۰۰۶ افتتاح شد. این فرودگاه بر اساس آمار مرکز آمار فرودگاههای ترکیه از لحاظ حجم مسافر در رده پنجم و از لحاظ حمل بار در رده چهارم کشور قرار دارد.
این فرودگاه به‌عنوان یکی از مهم‌ترین و پررفت‌وآمدترین فرودگاه‌های ترکیه در منطقه آناتولی باک به حساب می‌آید. فرودگاه عدنان مندرس ارتباط مستقیم با شهر ازمیر و مناطق مختلف ترکیه و کشورهای خارجی دارد. از این فرودگاه پروازهای داخلی و بین‌المللی به مقصدهای مختلفی انجام می‌شود و خدمات متنوعی به مسافران و هواپیماها ارائه می‌شود.
فرودگاه عدنان مندرس با دارا بودن امکانات و تسهیلات مدرن، نقش مهمی در تسهیل مسافرت‌ها و تجارت‌ها با کشورهای دیگر ایفا می‌کند و به عنوان یکی از نقاط ورود و خروج مهم مسافران و گردشگران به شهر ازمیر محسوب می‌شود.

## شرکت‌های هواپیمایی و مقصدهای پروزای
| شرکت‌های هواپیمایی                  | مقصدهای پروازی |
| ---------------------------------- | --- |
| اژین ایرلاینز اجرا توسط المپیک ایر | فرودگاه بین‌المللی آتن چارتر فصلی: فرودگاه بین‌المللی هراکلین |
| ایر لینگاس                         | فصلی: فرودگاه دوبلین |
| اطلس گلوبال                        | فرودگاه بین‌المللی اربیل، فرودگاه بین‌المللی ارجان، فرودگاه بین‌المللی آتاترک |
| ای‌زدای‌ال‌جت                         | فرودگاه بین‌المللی حیدر علی‌اف (آغاز از ۲۸ مارس ۲۰۱۶) |
| هواپیمایی آذربایجان                | فصلی: فرودگاه بین‌المللی حیدر علی‌اف (آغاز از ۱۲ ژوئن ۲۰۱۶) |
| کرندون ایرلاینز                    | فرودگاه اسخیپول آمستردام، فرودگاه بروکسل |
| ایزی‌جت                             | فصلی: فرودگاه گاتویک |
| فری‌برد ایرلاینز                    | فرودگاه بین‌المللی امام خمینی چارتر فصلی: فرودگاه بین‌المللی سارایوو |
| جرمن‌وینگز                          | فصلی: فرودگاه کلن بن، فرودگاه بین‌المللی دوسلدورف، فرودگاه هانوفر-لانگنهاگن، فرودگاه اشتوتگارت |
| جت تایم                            | چارتر: فرودگاه کپنهاگ |
| Jetairfly                          | فصلی: فرودگاه بروکسل، فرودگاه لیژ، فرودگاه بین‌المللی اوستند-بروگس |
| لوفت‌هانزا                          | فصلی: فرودگاه مونیخ |
| هواپیمایی ماهان                    | فرودگاه بین‌المللی امام خمینی |
| هواپیمایی معراج                    | فرودگاه بین‌المللی امام خمینی |
| انور ایر                           | فرودگاه بین‌المللی آتاترک فصلی: فرودگاه نورمبرگ (آغاز از ۲ ژوئیه ۲۰۱۶) |
| هواپیمایی پگاسوس                   | فرودگاه آدانا، فرودگاه بین‌المللی اسن‌بوغا، فرودگاه آنتالیا، فرودگاه دیاربکر، فرودگاه بین‌المللی دوسلدورف، فرودگاه الازیغ، فرودگاه بین‌المللی ارجان، فرودگاه اوگوزلی، فرودگاه هاتای، فرودگاه بین‌المللی شهید بهشتی اصفهان، فرودگاه بین‌المللی آتاترک، فرودگاه بین‌المللی صبیحه گوکچن، فرودگاه بین‌المللی ارکیلت، فرودگاه استانستد لندن، فرودگاه ماردین، فرودگاه چهارشنبه سامسون، فرودگاه سیواس، فرودگاه اشتوتگارت، فرودگاه ترابزون چارتر فصلی: فرودگاه پلوودیف |
| هواپیمایی قشم                      | فرودگاه بین‌المللی امام خمینی |
| هواپیمایی سعودی                    | فصلی: فرودگاه بین‌المللی ملک عبدالعزیز، فرودگاه شاهزاده محمد بن عبدالعزیز |
| سان اکسپرس                         | فرودگاه آدانا، فرودگاه اسخیپول آمستردام، فرودگاه آنتالیا، فرودگاه بازل-مولوز-فرایبورگ اروپا، فرودگاه برلین تگل، فرودگاه برمن، فرودگاه بروکسل، کلن، کپنهاگ، فرودگاه دیاربکر، فرودگاه دورتموند، فرودگاه بین‌المللی دوسلدورف، فرودگاه بین‌المللی ارجان، فرودگاه ارزنجان، فرودگاه ارزروم، فرودگاه بین‌المللی فرانکفورت، فرودگاه اوگوزلی، فرودگاه فرانکفورت-هان، فرودگاه هامبورگ، فرودگاه هانوفر-لانگنهاگن، هلسینکی، فرودگاه بین‌المللی صبیحه گوکچن، فرودگاه قارص، فرودگاه بین‌المللی ارکیلت، فرودگاه گاتویک، فرودگاه لوتن لندن، فرودگاه ارهاچ، فرودگاه مونیخ، فرودگاه بین‌المللی مانستر اوسنابروک، فرودگاه نورمبرگ، اسلو، فرودگاه شارل دوگل پاریس، فرودگاه چهارشنبه سامسون، فرودگاه صوفیه، استکهلم، فرودگاه استراسبورگ، فرودگاه اشتوتگارت، فرودگاه ترابزون، فرودگاه فرید ملن، فرودگاه بین‌المللی وین، فرودگاه زوریخ فصلی: فرودگاه میلانو مالپنسا، فرودگاه لئوناردو دا وینچی-فیومیچینو چارتر: فرودگاه اپینال–میریکورت، فرودگاه صلاله |
| سان‌اکسپرس دویچلند                  | فرودگاه برلین تگل، فرودگاه کلن بن، فرودگاه بین‌المللی دوسلدورف، فرودگاه بین‌المللی فرانکفورت، فرودگاه هامبورگ، فرودگاه مونیخ (آغاز از ۳۱ ژوئیه ۲۰۱۶)، فرودگاه اشتوتگارت |
| سوئیس اینترنشنال ایرلاینز          | فصلی: فرودگاه زوریخ |
| هواپیمایی تابان                    | فرودگاه بین‌المللی امام خمینی |
| Thomson Airways                    | فصلی: فرودگاه بیرمنگام، فرودگاه گاتویک، فرودگاه منچستر |
| Thomas Cook Airlines               | فصلی: فرودگاه بیرمنگام، فرودگاه گاتویک، فرودگاه منچستر |
| ترانساویا.کام                      | فرودگاه اسخیپول آمستردام، فرودگاه ملی جزیره کایاس |
| ترنسویا فرانس                      | فرودگاه اورلی |
| Travel Service Polska              | فرودگاه پوزنان-لاویکا، فرودگاه شوپن ورشو |
| تی‌یوآی ایرلاینز نیدرلندز           | فرودگاه اسخیپول آمستردام |
| تی‌یوآی‌فلای نوردیک                  | فرودگاه گوتنبرگ-لاندوتر، فرودگاه مالمو، فرودگاه گاردرموئن اسلو، فرودگاه استکهلم-آرلاندا |
| ترکیش ایرلاینز                     | فرودگاه بین‌المللی اسن‌بوغا، فرودگاه بین‌المللی آتاترک، فرودگاه بین‌المللی صبیحه گوکچن فصلی: فرودگاه برلین تگل، فرودگاه بین‌المللی فرانکفورت، فرودگاه بین‌المللی ژنو، فرودگاه هامبورگ، فرودگاه بین‌المللی کویت (آغاز از ۱ ژوئیه ۲۰۱۶)، فرودگاه مونیخ، فرودگاه اشتوتگارت، فرودگاه بین‌المللی شهید مدنی تبریز |
| ترکیش ایرلاینز اجرا توسط آنادولوجت | فرودگاه بین‌المللی اسن‌بوغا |
| Windrose Airlines                  | فرودگاه بین‌المللی بوریسپیل |

## دسترسی
علاوه بر استفاده از اتومبیل شخصی و تاکسی می‌توان از طریق اتوبوسهای واحد شهرداری اسهات (Eshot)، خطوط ریلی ایزبان (İzban) و خطوط اتوبوسرانی شرکت خدمات هوایی هاواش (Havaş) نیز به فرودگاه دسترسی داشت.

### آمار جابجایی مسافر
به نقل از اداره کل مدیریت فرودگاه‌های ترکیه